# Długouch
Długouch (Otonycteris) – rodzaj ssaków z podrodziny mroczków (Vespertilioninae) w obrębie rodziny mroczkowatych (Vespertilionidae).

## Zasięg występowania
Rodzaj obejmuje dwa żyjące współcześnie gatunki występujące w północnej Afryce, na Półwyspie Arabskim oraz w zachodnio-południowej i południowej Azji.

## Morfologia
Długość ciała (bez ogona) 57–86 mm, długość ogona 40–65 mm, długość ucha 30–43,4 mm, długość tylnej stopy 9–14 mm, długość przedramienia 50–70 mm; masa ciała 18–19 g.

## Systematyka
Rodzaj zdefiniował w 1859 roku niemiecki zoolog Wilhelm Peters w artykule poświęconym nietoperzom opublikowanym na łamach Monatsberichte der Königlichen Preussische Akademie des Wissenschaften zu Berlin. Na gatunek typowy Peters wyznaczył (oznaczenie monotypowe) długoucha pustynnego (O. hemprichii).

### Etymologia
Otonycteris: gr. ους ous, ωτος ōtos ‘ucho’; νυκτερις nukteris, νυκτεριδος nukteridos ‘nietoperz’.

### Podział systematyczny
Do rodzaju należą następujące występujące współcześnie gatunki:
- Otonycteris hemprichii W. Peters, 1859 – długouch pustynny
- Otonycteris leucophaea (Severtzov, 1873)

Opisano również wymarły gatunek z miocenu dzisiejszej Ukrainy:
- Otonycteris rummeli Rosina, 2015